# Вільям Клем
Ві́льям Клем (дан. William Clem; нар. 20 червня 2004) — данський футболіст, півзахисник клубу «Копенгаген».

## Клубна кар'єра
Вихованець академії «Копенгагена». 20 червня 2022 року підписав з клубом свій перший професіональний контракт, що розрахований до 2025 року.
19 жовтня 2022 року дебютував в основному складі «Копенгагена» в матчі Кубка Данії проти «Хобро». 25 жовтня того ж року в поєдинку Ліги чемпіонів УЄФА проти іспанської «Севільї» дебютував у єврокубках. 29 жовтня в матчі проти «Раннерса» дебютував в данській Суперлізі.
19 січня 2023 року продовжив контракт з клубом до 2027 року, після чого був переведений до першої команди.
7 грудня 2024 року в матчі Кубка Данії проти «Кольдінга» забив свій перший гол у професіональній кар'єрі. В сезоні 2024-25 допоміг «Копенгагену» зробити «золотий» дубль: виграти Суперлігу та здобути Кубок Данії.

## Кар'єра в збірній
Виступав за збірні Данії до 17, до 18, до 19 і до 20 років.
В березні 2023 року вперше отримав виклик в збірну до 21 року для участі в товариських матчах проти збірних України та Швейцарії. 24 березня в поєдинку з Україною дебютував за молодіжну збірну Данії.

## Статистика виступів
Станом на 20 серпня 2025 
| Клуб              | Сезон             | Чемпіонат         | Чемпіонат | Чемпіонат | Кубок | Кубок | Єврокубки | Єврокубки | Інші  | Інші | Всього | Всього | Всього |
| Клуб              | Сезон             | Дивізіон          | Матчі     | Голи      | Матчі | Голи  | Матчі     | Голи      | Матчі | Голи | Матчі  | Голи   |        |
| ----------------- | ----------------- | ----------------- | --------- | --------- | ----- | ----- | --------- | --------- | ----- | ---- | ------ | ------ | ------ |
| Копенгаген        | 2022–23           | Суперліга         | 17        | 0         | 7     | 0     | 2         | 0         | 0     | 0    | 26     | 0      |        |
| Копенгаген        | 2023–24           | Суперліга         | 22        | 0         | 0     | 0     | 4         | 0         | 0     | 0    | 26     | 0      |        |
| Копенгаген        | 2024–25           | Суперліга         | 13        | 0         | 4     | 1     | 9         | 0         | —     | —    | 26     | 1      |        |
| Копенгаген        | 2025–26           | Суперліга         | 3         | 0         | 0     | 0     | 4         | 0         | —     | —    | 7      | 0      |        |
| Всього за кар'єру | Всього за кар'єру | Всього за кар'єру | 55        | 0         | 11    | 1     | 19        | 0         | 0     | 0    | 85     | 1      |        |

1. 1 2 3  Матчі в Лізі чемпіонів УЄФА
2. ↑  Матчі в Лізі конференцій УЄФА

## Досягнення
«Копенгаген»
- Чемпіон Данії (2): 2022–23[16], 2024–25[17]
- Володар Кубка Данії (2): 2022–23[18], 2024–25[19]